# Familiäre kaudale Dysgenesie
Die familiäre kaudale Dysgenesie ist eine sehr seltene angeborene Erkrankung mit unterschiedlich stark ausgeprägten Fehlbildungen der unteren Körperhälfte.
Synonyme sind: Rudd-Klimek-Syndrom; Nierendysplasie-Megazystis-Sirenomelie-Syndrom; Selig-Benacerraf-Greene-Syndrom
Das Bild reicht von einzelner Nabelarterie, Analatresie bis zur Sirenomelie. Möglicherweise ist die Erkrankung mit dem Currarino-Syndrom verwandt.
Eine Sonderform ist das Nierendysplasie-Megazystis-Sirenomelie-Syndrom (Selig-Benacerraf-Greene-Syndrom)
Die Namensbezeichnung bezieht sich auf die Erstautoren der Erstbeschreibung aus dem Jahre 1990 durch die kanadischen Pädiater N. L. Rudd und M. L. Klimek.

## Verbreitung
Die Häufigkeit wird mit unter 1 zu 1.000.000 angegeben, die Vererbung erfolgt autosomal-dominant.

## Ursache
Ein genetischer Defekt konnte bislang nicht gefunden werden. Ursächlich wird eine Entwicklungsstörung während der Embryogenese angenommen.

## Klinische Erscheinungen
Klinische Kriterien sind:
- Analatresie
- Rektovaginale Fistel
- Analektopie
- Sakralhypoplasie, Sakralagenesie, Lymbalagenesie
- zusätzliche Fehlbildungen des Urogenitalsystems, Elemente der VACTERL-Assoziation sowie Gesichtsdysmorphie

Hinzu können Herzfehler und Skelettveränderungen wie Kyphose oder Beckenfehlbildungen treten.

## Diagnose
Die Diagnose ergibt sich aus der Kombination klinischer und radiologischer Befunde.

## Differentialdiagnostik
Abzugrenzen ist das Currarino-Syndrom und das Kaudale Regressionssyndrom.